# دینمور، کوئینزلند
دینمور (به انگلیسی: Dinmore) یک حومه شهر در استرالیا است که در کوئینزلند واقع شده‌است.